# Robert Schurrer
Robert Schurrer (Vesoul, 24 marzo 1890 – Strasburgo, 27 novembre 1972) è stato un velocista francese.

## Palmarès
- Argento a Stoccolma 1912 nella staffetta 4×400 metri.